# Kotlabaea deformis
Kotlabaea deformis är en svampart som först beskrevs av Petter Adolf Karsten, och fick sitt nu gällande namn av Svrcek 1969. Kotlabaea deformis ingår i släktet Kotlabaea och familjen Pyronemataceae.  Arten är reproducerande i Sverige. Inga underarter finns listade i Catalogue of Life.